# Павлухина, Елена
Елена Павлухина (азерб. Yelena Pavluxina; род. 1 сентября 1989, Горловка, Донецкая область) — азербайджанская велогонщица украинского происхождения.

## Карьера
Двукратная чемпионка Азербайджана (2015 и 2016 гг.), серебряный призёр чемпионата Украины (2012) и турнира, посвящённого памяти Гейдара Алиева (2012). Выступает за словенскую команду BTC City Ljubljana. Участница Летних Олимпийских игр 2016 (Рио-де-Жанейро) в составе сборной Азербайджана.